# Lithospermum obovatum
Lithospermum obovatum là loài thực vật có hoa trong họ Mồ hôi. Loài này được J. Macbr. mô tả khoa học đầu tiên năm 1916.